# Saint-Gravé
Saint-Gravé (Gallo Saent-Gravae, bretonisch Sant-Gravez) ist eine französische Gemeinde mit 745 Einwohnern (Stand 1. Januar 2022) im Département Morbihan in der Region Bretagne.

## Geografie
Saint-Gravé liegt rund 37 Kilometer nordöstlich von Vannes im Osten des Départements Morbihan.
Nachbargemeinden sind Saint-Martin-sur-Oust im Nordosten, Peillac im Osten, Malansac im Süden, Pluherlin im Westen sowie Saint-Congard im Nordwesten.
Der Dolmen des Follets liegt westlich von Saint-Gravé bei Le Beauchat, am Rande des Waldes Cancouët an der Grenze der Gemeinden Saint-Gravé und Rochefort-en-Terre bzw. Pluherlin.

## Bevölkerungsentwicklung
| Jahr                       | 1962 | 1968 | 1975 | 1982 | 1990 | 1999 | 2006 | 2012 | 2019 |
| Einwohner                  | 698  | 637  | 586  | 601  | 612  | 643  | 689  | 752  | 716  |
| Quellen: Cassini und INSEE |      |      |      |      |      |      |      |      |      |